# Sachsenring
Sachsenring ('circuit de Saxònia' en alemany) és un circuit de curses d'Alemanya situat a Hohenstein-Ernstthal, prop de Chemnitz, Saxònia. Va ser un circuit del tipus urbà des de la seva creació al 1927 fins al 1990, en què es va clausurar i es va iniciar la construcció d'un de permanent, de poc més de 3 km, que es va inaugurar el 1996.

## Història
El circuit original, urbà, feia 8,618 km i discorria per carreteres públiques i pel poble mateix de Hohenstein-Ernstthal. La primera cursa s'hi va celebrar el 26 de maig de 1927 i no va ser fins al 1937 que es va batejar com a "Sachsenring".

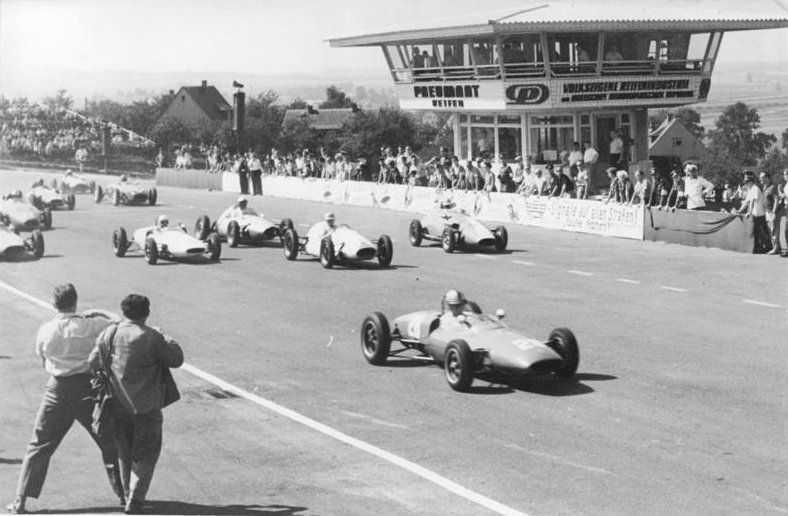
Sortida de la cursa de Fórmula Junior de 1961 a l'antic Sachsenring

De 1961 a 1972, el circuit fou seu del Gran Premi de l'Alemanya Oriental (RDA) de motociclisme. Les motocicletes MZ de dos temps locals, fetes a la propera Zschopau, eren molt competitives en aquella època. La volta ràpida d'aquell Gran Premi la va aconseguir Giacomo Agostini amb una MV Agusta, a una velocitat mitjana de quasi 180 km/h. Després que l'alemany occidental Dieter Braun hi guanyés la cursa de 250cc a l'edició de 1971 i els aficionats de la RDA cantessin l'himne nacional de la RFA (el Lied der Deutschen) durant la celebració, el Gran Premi es va restringir a participants de l'Europa de l'Est per motius polítics. Després de l'edició de 1972, el Gran Premi de la RDA va desaparèixer del calendari del mundial.
A partir de 1990, un cop les motocicletes del món occidental, més ràpides que les del bloc socialista, foren permeses a la RDA, les curses pels carrers del poble esdevingueren massa perilloses i hi hagué víctimes mortals (un fet habitual també al TT de l'illa de Man, que es corre encara actualment en un circuit urbà).
Durant la dècada del 1990, després de la reunificació alemanya de 1990, per tal d'accelerar el desenvolupament de l'est del país es va construir un circuit permanent curt de 3,517 km per a portar els esports del motor d'escala internacional a la zona de l'antiga RDA. El 1996, el nou Sachsenring va acollir les curses de motociclisme de l'IDM i la Super Tourenwagen Cup de l'ADAC (Allgemeiner Deutscher Automobil-Club 'Club General de l'Automòbil Alemany'). El DTM s'hi va córrer del 2000 al 2002, però després ja no hi va tornar durant dos decennis en preferir equipaments internacionals. El 2023, el DTM va tornar a Sachsenring després que l'ADAC canviés les seves preferències i decidís tornar a fer servir recintes nacionals.
El 1998, el Gran Premi d'Alemanya de motociclisme, que es corria a Nürburgring, es va traslladar Sachsenring. En els darrers anys, la pista s'ha tornat a modificar per tal de fer-la més ràpida i llarga, amb una longitud final de 3,671 km. Des del 2007, el circuit forma part del calendari habitual de l'ADAC GT Masters. El 2011, el Campionat del Món FIA GT1 va celebrar una de les seves proves a Sachsenring.

## Historial del traçat

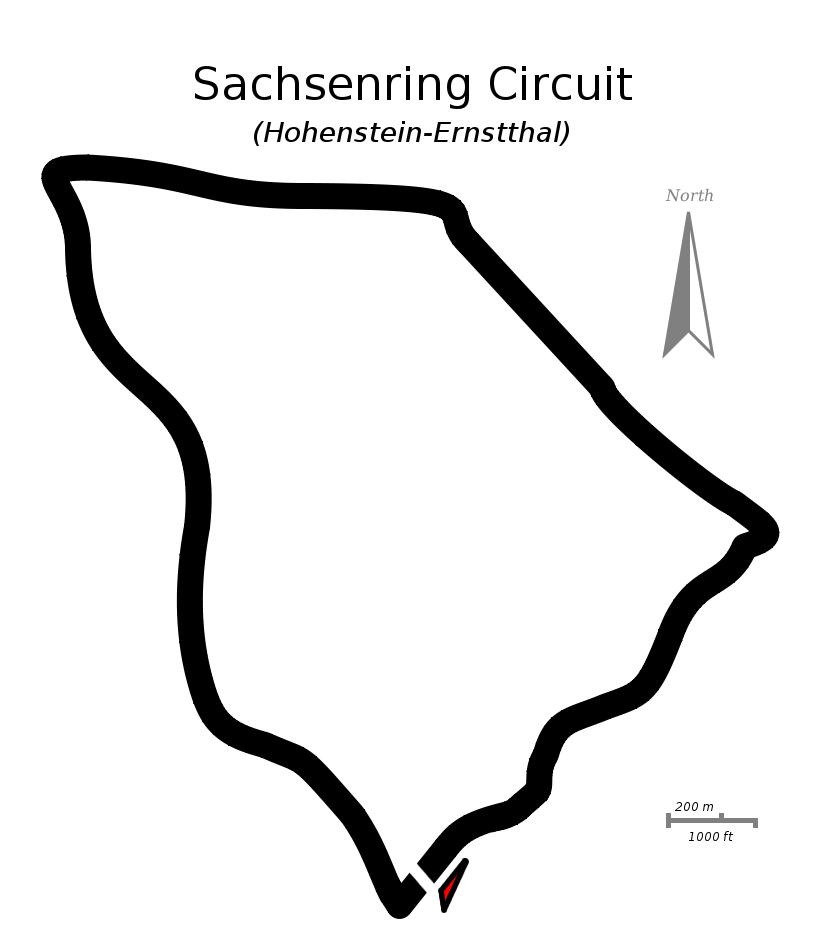
Circuit original (1927–1990)
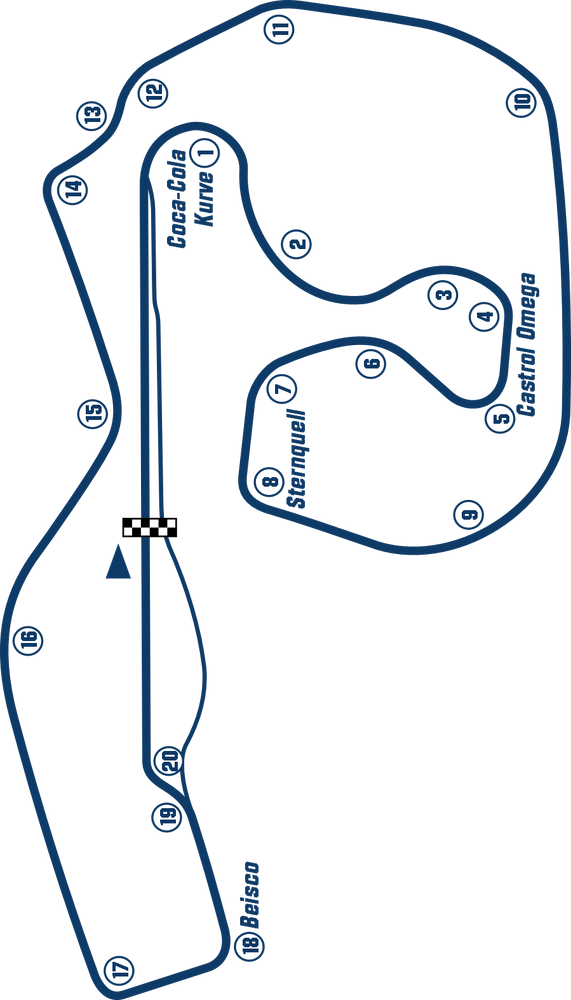
Circuit de Gran Premi (1998–1999)
Circuit de Gran Premi (2001–2002)
Circuit de Gran Premi (2003–actualitat)
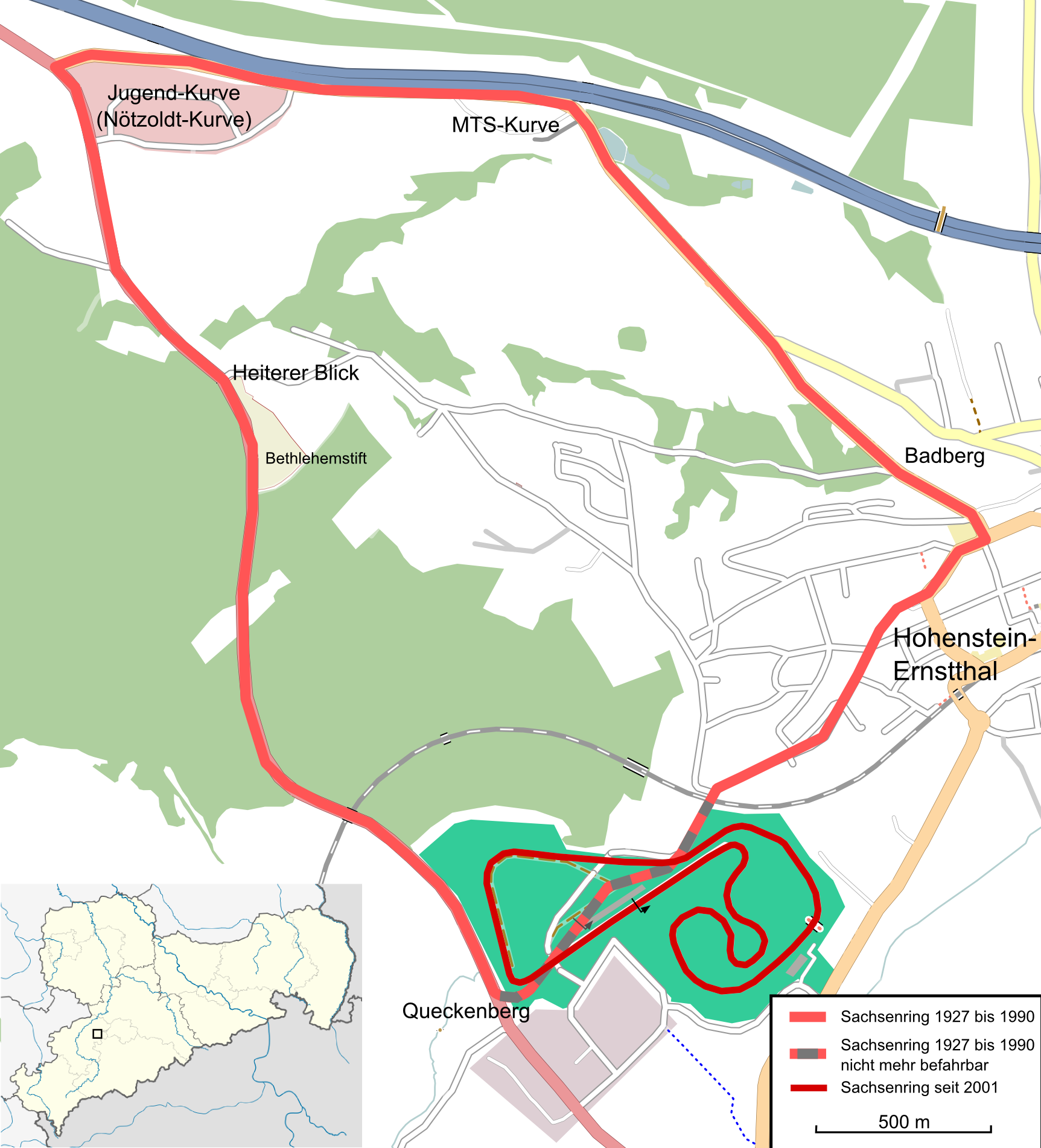
Comparació del traçat original i el modern

## Espectadors al GP d'Alemanya des de 1998
A 31 de desembre del 2015
| Any  | Espectadors | Diferència |
| ---- | ----------- | ---------- |
| 1998 | 142.000     | -          |
| 1999 | 151.000     | +6,34%     |
| 2000 | 161.000     | +6,62%     |
| 2001 | 177.000     | +9,94%     |
| 2002 | 184.500     | +4,24%     |
| 2003 | 204.000     | +10,57%    |
| 2004 | 207.745     | +1,84%     |
| 2005 | 216.457     | +4,19%     |
| 2006 | 219.848     | +1,57%     |
| 2007 | 226.944     | +3,23%     |
| 2008 | 221.492     | -2,40%     |
| 2009 | 214.711     | -3.06%     |
| 2010 | 224.668     | +4,64%     |
| 2011 | 230.133     | +2,4%      |
| 2012 | 195.695     | -15%       |
| 2013 | 204.491     | +4,5%      |
| 2014 | 209.408     | +2,4%      |
| 2015 | 211.588     | +1%        |